# Rosemary Sutcliff
Rosemary Sutcliff, CBE (* 14. Dezember 1920 in East Clandon, Surrey; † 23. Juli 1992 in Arundel, Sussex) war eine englische Schriftstellerin. Sie wurde vor allem durch ihre Jugendbücher über die römische Besatzungszeit Britanniens bekannt.

## Leben
Rosemary Sutcliff wurde 1920 in der englischen Grafschaft Surrey geboren. Ihr Vater war Offizier in der britischen Marine. Sutcliff erkrankte als kleines Mädchen an einer schweren arthritischen Erkrankung, die als Stillsche Krankheit bezeichnet wird. Da sie die meiste Zeit ihres Lebens im Rollstuhl verbrachte, konnte sie die Schule nicht regelmäßig besuchen. In dieser Zeit prägte sich wegen ihrer eingeschränkten Bewegungsfreiheit (sie musste die ganze Zeit auf dem Rücken liegen) ihre Beobachtungsgabe und ihr Blick für Details aus, die sie später für ihre Erzählungen nutzen sollte. Zudem las ihr ihre Mutter viele griechische und römische Sagen und Erzählungen sowie Geschichten von Autoren wie Charles Dickens, William Makepeace Thackeray und Anthony Trollope vor.
Im Alter von 14 Jahren wechselte sie auf eine Kunstschule und widmete sich zunächst der Malerei von Miniaturen. Später verlagerte sie ihr Schaffen auf die Schriftstellerei, weil sie so eine wesentlich größere und komplexere Geschichte „erzählen“ konnte als mit ihren Bildern. 1950 wurden mit einer Robin-Hood-Adaption The Chronicles of Robin Hood und dem Kinderbuch The Queen’s Story ihre ersten eigenen Werke veröffentlicht.
Für ihre Bücher typisch ist große Sachkenntnis (sie hatte sich intensiv mit historischen Studien beschäftigt) und die symbolische Verknüpfung von nebensächlichen Details (Wetter, kleinere Geschehnisse) mit passenden, für die Handlung wichtigen Dingen. 
Ihr bekanntestes Werk, Der Adler der Neunten Legion, wurde als Hörbuch vertont und war Grundlage einer gleichnamigen, 1977 verfilmten sechsteiligen BBC-Serie und des 2011 erschienenen Films Der Adler der neunten Legion. 
Für ihr literarisches Schaffen wurde sie mit der Carnegie Medal ausgezeichnet. 1975 wurde Sutcliff von Königin Elisabeth II. «als geniale und kompromisslose Chronistin» zum Officer of the Order of the British Empire ernannt. 1992 folgte eine Ernennung zum Commander of the Order of the British Empire. Außerdem standen Bücher von ihr mehrmals auf der Auswahlliste zum Deutschen Jugendliteraturpreis.
Rosemary Sutcliff verstarb 1992 während der Arbeit an ihrem letzten Werk Sword Song, sie hat mehr als 40 Romane für Jugendliche und Erwachsene verfasst.

## Werke (Auswahl)
- 1950 The Queen’s Story. oder The Queen Elizabeth Story. Oxford University Press, London 1950.
- 1950 Robin Hood. (OT: The Chronicles of Robin Hood). Freies Geistesleben, Stuttgart 1987, ISBN 3-7725-0810-3.
- 1952 Bruder Staubfuß. (OT: Brother Dustyfeet). Freies Geistesleben, Stuttgart 2007, ISBN 3-7725-2172-X.
- 1953 Simon der Kornett. (OT; Simon). Deutscher Taschenbuch-Verlag, München 1985, ISBN 3-423-70066-1.
- 1954 The Eagle of the Ninth. Oxford University Press, London 1954.
  - deutsch: Der Adler der Neunten Legion. übersetzt von Ilse Wodtke, Deutscher Taschenbuch-Verlag, München 1964, ISBN 3-423-07012-9.*
- 1957 Der silberne Zweig. (OT: The Silver Branch). Deutscher Taschenbuch-Verlag, München 2011, ISBN 978-3-423-71495-2.
- 1959 The Lantern Bearers. Oxford University Press, London 1959.
  - deutsch: Drachenschiffe drohen am Horizont. Karl Thienemanns Verlag, Stuttgart 1962.
  - dtv Junior, München 2011, ISBN 3-423-07260-1. Späterer dt. Titel: Die Fackelträger.
- 1960 Randal, der Ritter. (OT: Knight’s Fee) Freies Geistesleben, Stuttgart 2012, ISBN 978-3-7725-1873-7.
- 1965 Das Stirnmal des Königs. (OT: The Mark of the Horse Lord). Freies Geistesleben, Stuttgart 2009, ISBN 978-3-7725-2381-6.
- 1970 Das Hexenkind. (OT: The Witch’s Brat). Deutscher Taschenbuch-Verlag, München 2006, ISBN 978-3-423-71202-6.
- 1977 Lubrin und das Sonnenpferd. (OT: Sun Horse, Moon Horse). Urachhaus, Stuttgart 1982, ISBN 3-87838-367-3.
- 1978 Lied für eine dunkle Königin. (OT: Song for a Dark Queen). Freies Geistesleben, Stuttgart 1996, ISBN 3-7725-1191-0.
- 1980 Grenzwolf. (OT: Frontier Wolf). Freies Geistesleben, Stuttgart 2013, ISBN 978-3-7725-2384-7.
- 1979 Galahad. (OT: The Light Beyond the Forest: The Quest for the Holy Grail). Freies Geistesleben, Stuttgart 1983, ISBN 3-7725-0719-0.
- 1981 Merlin und Artus. (OT: The Sword and the Circle: King Arthur and the Knights of the Round Table). Freies Geistesleben, Stuttgart 1988, ISBN 3-7725-0752-2.
- 1981 Lancelot und Ginevra. (OT: The Road to Camlann: The Death of King Arthur). Freies Geistesleben, Stuttgart 1983, ISBN 3-7725-0783-2.
- 1982 Der Schildwall. (OT: Shield Ring). Freies Geistesleben, Stuttgart 1995, ISBN 3-7725-2012-X.
- 1983 Bonnie Dundee. Deutscher Taschenbuch-Verlag, München 1994, ISBN 3-423-70271-0.
- 1983 Licht über fernen Hügeln : Erinnerungen. (OT: Blue Remembered Hills: a recollection Bodley Head. Memoiren). Freies Geistesleben, Stuttgart 1996, ISBN 3-7725-1574-6.
- 1995 Troja und die Rückkehr des Odysseus. (OT: The Wanderings of Odysseus). Deutscher Taschenbuch-Verlag, München 2008, ISBN 978-3-423-71332-0. (postum veröffentlicht)
- 1997 Sword Song. Farrar, Straus and Giroux, 1998, ISBN 0-374-37363-9. (postum veröffentlicht)

*siehe Legio VIIII Hispana

## Auszeichnungen (Auswahl)
- 1959 Carnegie Medal für The Lantern Bearers
- 1974 Hans Christian Andersen Preis
- 1975 Officer des Order of the British Empire
- 1985 Phoenix Award für The Mark of the Horse Lord
- 1992 Commander des Order of the British Empire
- 2010 Phoenix Award für The Shining Company